# Тиунов, Виктор Фатеевич
Виктор Фотеевич (Фотиевич, Фотеевич) Тиунов (1897—1938) — советский государственный деятель, начальник Главного управления государственной съёмки и картографии НКВД СССР (1937). Расстрелян в 1938 году, реабилитирован посмертно.

## Биография
Родился в русской семье крестьянина Оханского уезда Пермской губ. Окончил начальную сельскую школу, после которой два года работал батраком. Затем до 1916 года служил рассыльным в волостной управе. В 1916 г. был призван в Русскую императорскую армию и зачислен в 25-й Сибирский полк, местом службы стал город Томск. Именно здесь занялся революционной деятельностью. После Февральской революции был членом Томского гарнизонного Совета, в марте 1917 года вступил в РСДРП(б), а после Октябрьского переворота стал членом исполнительного комитета Томского губернского Совета рабочих, крестьянских и солдатских депутатов.
С января по май 1918 года — председатель Исполнительного комитета Томского городского Совета рабочих и солдатских депутатов.
Во время пребывания в городе частей Белой армии ушёл в подполье, был арестован и отправлен в город Тайга, однако сумел бежать. До прихода Красной армии был членом Омского подпольного комитета РКП(б).
С декабря 1919 года до сентября 1925 года служил в органах ВЧК, впоследствии в ОГПУ СССР.
С сентября по ноябрь 1925 г. — председатель Исполнительного комитета бывшего Енисейского губернского Совета.
С ноября 1925 г. до 1927 год — председатель Исполнительного комитета Красноярского окружного Совета.
С 1929 года до июля 1930 года — председатель Сибирского краевого Совета народного хозяйства.
С августа 1930 г. по март 1932 года — председатель Западно-Сибирского краевого Совета народного хозяйства, одновременно заместитель председателя Исполнительного комитета Западно-Сибирского краевого Совета, председатель Западно-Сибирской краевой плановой комиссии.
С 13 февраля по 1 августа 1937 года — начальник Главного управления государственной съёмки и картографии НКВД СССР. Проживал в Новосибирске. 
12 декабря 1937 года арестован. Внесен в сталинский расстрельный список «Москва-центр»  от 3 января 1938 г.  («за» 1-ю категорию Жданов, Молотов, Каганович, Ворошилов).  Расстрелян 20 января 1938 года по приговору Военной коллегии Верховного суда СССР, вынесенному в тот же день.  Место захоронения -  полигон НКВД «Коммунарка». Определением ВКВС СССР 6 июня 1956 реабилитирован посмертно.